# Jaqueline Schellin
Jaqueline Saskia Schellin; née le 6 mars 1990 à Mühlacker, est une lutteuse libre allemande.

## Palmarès

### Championnats du monde
- Médaille de bronze en catégorie des moins de 48 kg en 2012 à Strathcona County

### Championnats d'Europe
- Médaille de bronze en catégorie des moins de 48 kg en 2013 à Tbilissi
- Médaille de bronze en catégorie des moins de 48 kg en 2012 à Belgrade